# Teresa Kaczorowska
Teresa Kaczorowska (ur. 2 listopada 1953 w Zajączkowie) – polska reporterka, pisarka, poetka, doktor nauk humanistycznych, współzałożycielka i pierwsza prezes Związku Literatów na Mazowszu (od 2009). Autorka m.in. książek reporterskich poświęconych zbrodni katyńskiej i obławie augustowskiej.

## Życiorys
Absolwentka I Liceum Ogólnokształcącego im. Marii Konopnickiej w Suwałkach (1972). Ukończyła następnie studia na Akademii Rolniczo-Technicznej w Olsztynie (1977), po czym odbyła podyplomowe studia na Uniwersytecie Warszawskim (dziennikarskie w 1988 i latynoamerykańskie w 2001). W 2007 obroniła w Akademii Humanistycznej im. Aleksandra Gieysztora w Pułtusku rozprawę doktorską zatytułowaną Mieczysław Haiman (1888–1949) – historyk i działacz Polonii amerykańskiej (promotor Izabella Rusinowa), uzyskując stopień doktora nauk humanistycznych w zakresie historii. Publikacja ta w 2008 została wydana przez Muzeum Wychodźstwa Polskiego w Łazienkach Królewskich w Warszawie pod tytułem Herodot Polonii amerykańskiej Mieczysław Haiman (1888–1949).
Teresa Kaczorowska mieszka w Ciechanowie. Przez dziesięć lat była dziennikarką regionalnego wydania „Gazety Wyborczej”, współpracowała też z Polskim Radiem, Warszawskim Ośrodkiem Telewizyjnym oraz redakcjami czasopism w kraju i za granicą. Od 1999 do 2023 r. redagowała też periodyk „Ciechanowskie Zeszyty Literackie”. Pod jej redakcją ukazało się też kilka almanachów i antologii poezji, wybór wierszy Mieczysława Haimana oraz biograficzna encyklopedia regionalna Kto jest kim w ciechanowskiem (1994).
Jest autorką książek reporterskich: Wyrwani z gniazd (1997), Nie odpłyną rzeki snu (1998), W cieniu araukarii. Spotkania z Polonią brazylijską (2000), Kiedy jesteście, mniej boli... (2003), Zapalają ognie pamięci (2005), Dzieci Katynia (2010), Dwunastu na trzynastego. Emigranci stanu wojennego (2011). Wydała też kilka zbiorów poezji: Dotyk prawdy (2002), Ze słowikiem w duszy (2004), Cztery wiosny (2008), Dla Wandy (2009), Kończą się wiśnie... (2011), Z Gombrowiczem w Buenos Aires (2011), Miodówkowe wiersze (2024). W Stanach Zjednoczonych ukazał się jej tomik poezji Cherries Are Gone... (2011), a także książka reporterska Children of the Katyn Massacre (2006). W 2015 ukazała się książka Kaczorowskiej pt. Obława Augustowska dotycząca wydarzenia pod tą nazwą. Tej tematyce poświęcone zostały również następne jej książki: Dziewczyny Obławy Augustowskiej (2017), Było ich 27 (2020), The Augustów Roundup of July 1945 (McFarland, USA 2023), Obława Augustowska w oczach świadka (2024). Utwory literackie Teresy Kaczorowskiej tłumaczono na język angielski, portugalski, norweski, niemiecki, ukraiński, litewski, publikowano je m.in. w „Poezji dzisiaj”, „Przeglądzie Powszechnym”, „Twórczości”, w kilku antologiach i almanachach.
Przez dziesięć lat stała na czele Stowarzyszenia Pracy Twórczej w Ciechanowie (1988–1998). W latach 2000–2009 była prezesem ciechanowskiego oddziału Związku Literatów Polskich. W 2011 została powołana na dyrektora Powiatowego Centrum Kultury i Sztuki w Ciechanowie. Funkcję tę pełniła do 2020 r.
Współorganizatorka wielu corocznych imprez literackich w regionie. Inicjatorka międzynarodowej imprezy naukowo-literackiej Chrześcijański Horacy z Mazowsza, poświęconej jezuickiemu poecie epoki baroku ks. Maciejowi Kazimierzowi Sarbiewskiemu oraz Stowarzyszenia Academia Europaea Sarbieviana (została jego prezesem). O Macieju K. Sarbiewskim wydała monograficzną pozycję Maciej Kazimierz Sarbiewski SJ na Mazowszu (2005). W 2007 wydała również biograficzną książkę Córka mazowieckich równin czyli Maria Skłodowska-Curie z Mazowsza (drugie, uzupełnione wydanie tej książki ukazało się w 2011 r., trzecie w 2017 r.), a w 2010 r. książkę Maria Konopnicka i Ziemia Ciechanowska (wznowienie w 2019 r.). W 2020 r., w 110-lecie śmierci Marii Konopnickiej  i 110-lecie proklamacji Roty, ukazał się tom poetycki Teresy Kaczorowskiej Listy do Marii Konopnickiej z lat 2010-2020.

## Odznaczenia i wyróżnienia
W 2010, za wybitne zasługi w upamiętnianiu prawdy o zbrodni katyńskiej, prezydent Bronisław Komorowski odznaczył ją Krzyżem Kawalerskim Orderu Odrodzenia Polski.
Wyróżniona także m.in. resortowymi odznakami „Zasłużony Działacz Kultury” (1995), „Zasłużony dla Kultury Polskiej” (2007), Brązowym Medalem „Zasłużony Kulturze Gloria Artis” (2014), Srebrnym Medalem „Zasłużony Kulturze Gloria Artis” (2023), ponadto: nagrodą starosty ciechanowskiego (2000), nagrodą IV Salonu Książki Polonijnej w Brukseli (2003), nagrodą honorową Kongresu Polonii Amerykańskiej w Chicago (2005), Medalem „za Zasługi dla Ciechanowa” (2006), Nagrodą im. Witolda Hulewicza (2006), Nagrodą im. Franciszka Rajkowskiego (Ciechanowianin Roku) przyznawaną przez Towarzystwo Miłośników Ziemi Ciechanowskiej (2008). Była stypendystką Fundacji Kościuszkowskiej w Nowym Jorku (2003/2004) i ministra kultury (2005). W 2008 została laureatką Nagrody im. Franciszka Rajkowskiego (Ciechanowianin Roku), przyznawanej przez Towarzystwo Miłośników Ziemi Ciechanowskiej. W 2016 otrzymała Nagrodę Specjalną Fundacji Solidarności Dziennikarskiej SDP. Teresa Kaczorowska uhonorowana została również Nagrodą Literacką im. Klemensa Janickiego (2017), Złotym Medalem „Za Zasługi dla Obronności Kraju” (2018), Medalem Zygmunta Krasińskiego (2019), Medalem Stulecia Odzyskania Niepodległości (2022), Medalem oGródka PoEzji Londyn (2022), Medalem Cypriana Kamila Norwida (2023), Nagrodą Zygmunta Krasińskiego (2025).
W 2025 roku Teresa Kaczorowska otrzymała Nagrodę im. Janusza Kurtyki ufundowaną przez Instytut Pamięci Narodowej w 31. edycji konkursu Nagrody Stowarzyszenia Dziennikarzy Polskich.